# Marcin Trojanowski
Marcin Trojanowski herbu Szeliga – chorąży stężycki w latach 1762–1766, podstoli stężycki w latach 1736–1762, rotmistrz ziemi stężyckiej w 1764 roku, chorąży chorągwi husarskiej strażnika wielkiego koronnego Stanisława Lubomirskiego w 1760 roku, pułkownik znaku husarskiego strażnika wielkiego koronnego w 1764 roku.

## Życiorys
Był posłem powiatu stężyckiego na sejm 1746 roku. Był członkiem konfederacji generalnej 1764 roku. W 1764 roku był elektorem  Stanisława Augusta Poniatowskiego z województwa sandomierskiego.